# KN-06
El KN-06 ( 번개 5호 (McCune-Reischauer, Pon'gae-5) ) es un sistema de misiles tierra-aire de Corea del Norte. El sistema se mostró públicamente por primera vez en el 65 aniversario del Partido del Trabajo de Corea el 10 de octubre de 2010.

## Diseño
El KN-06 es un SAM de largo alcance que se parece al S-300 ruso y al FT-2000 chino. Las imágenes de los tubos de lanzamiento de misiles muestran que son de mayor diámetro, pero más cortos que los misiles del S-300. Los misiles están montados en camiones lanzadores 6X6 KamAZ 55111 (Taebaeksan 96), que son producidos y estirados localmente, cada uno teniendo tres tubos de misiles. Según los informes, el KN-06 es capaz de alcanzar objetivos de hasta 150 kilómetros (93,2 mi) de distancia. El sistema está equipado con un radar de matriz en fase tipo Flap Lid .

## Desarrollo
Se produjo un lanzamiento de prueba en junio de 2011. Se informó también de otro lanzamiento de prueba, al que asistió Kim Jong-Un, el 2 de abril de 2016. Según los informes de mayo de 2017, el sistema todavía estaba siendo sometido a prueba.

### Despliegue
El sistema se sometió a la prueba final el 28 de mayo de 2017 y el KCNA informó que se habían resuelto los "fallos" identificados previamente durante la prueba. Dijo que el nuevo sistema sería producido en masa y desplegado por todo el país.
Hasta 156 lanzadores KN-06 podrían estar operativos según el Centro de Estudios Estratégicos e Internacionales.

## Operadores
- Corea del Norte